# Shreyas Talpade
Shreyas Talpade (Mumbai, 27 gennaio 1976) è un attore indiano.
Ha iniziato la sua carriera recitando in alcune soap opera. Ha debuttato a Bollywood, dopo alcuni ruoli in cinematografie minori, con il film Iqbal del 2005, in cui ha interpretato la parte del protagonista, un giovane ragazzo sordomuto che sogna di giocare a cricket per la nazionale indiana. 
È stato nominato come miglior attore non protagonista ai Filmfare Awards per l'interpretazione di Pappu Master, nella pellicola Om Shanti Om, accanto a Shah Rukh Khan.

## Filmografia parziale
- Revati, regia di Farogh Siddique (2005)
- Iqbal, regia di Nagesh Kukunoor (2005)
- The Hangman, regia di Vishal Bhandari (2005)
- Dor, regia di Nagesh Kukunoor (2006)
- Apna Sapna Money Money, regia di Sangeeth Sivan (2006)
- Aggar: Passion Betrayal Terror, regia di Ananth Narayan Mahadevan (2007)
- Dil Dosti Etc, regia di Manish Tiwary (2007)
- Om Shanti Om, regia di Farah Khan (2007)
- Bombay to Bangkok, regia di Nagesh Kukunoor (2008)
- Help, regia di Rajeev Virani (2010)
- Golmaal 3, regia di Rohit Shetty (2010)
- Housefull 2, regia di Sajid Khan (2012)
- Joker, regia di Shirish Kunder (2012)
- Kamaal Dhamaal Malamaal, regia di Priyadarshan (2012)
- Entertainment (It's Entertainment), regia di Sajid e Farhad Samji  (2014)
- Great Grand Masti, regia di Indra Kumar (2016)
- Poster Boys, regia di Shreyas Talpade (2017)
- Golmaal Again, regia di Rohit Shetty (2017)